# Kantoor Rotterdamse Lloyd
Het Kantoor Rotterdamse Lloyd is een rijksmonument in Rotterdam en is gebouwd in 1907-09 in Overgangsarchitectuur, in opdracht van de Rotterdamse Lloyd.
Het interieur is in de loop der jaren geheel veranderd. Slechts de jugendstil smeedijzeren trapleuning waarop, beneden in de hal, ook een lantaarn is aangebracht, is nog origineel.

## Omschrijving
Het pand bevindt zich op de hoek Calandstraat / Veerhaven en bestaat van drie en gedeeltelijk vier bouwlagen, opgetrokken op een rechthoekige plattegrond in gele baksteen op een natuurstenen plint. Het pand heeft een plat dak. Aanzetblokken van vensteroverspanningen zijn van natuursteen, lateien van natuursteen en/of ijzer. De vensters zijn gevat in houten kozijnen en zijn rechthoekig, behalve op de begane grond aan de Veerhaven waar ze breder en getoogd zijn. De vensters hebben bovenlichten met roedenverdeling, gedeeltelijk nog met oorspronkelijk glas-in-lood.

## Waardering
Het Kantoorgebouw van algemeen belang vanwege de cultuurhistorische, architectuurhistorische en situationele waarde wegens de beeldbepalende ligging op de hoek van de Calandstraat en Veerhaven in het vanouds door Scheepvaartkantoren gedomineerde 'Nieuwe Werk' of Scheepvaartkwartier.